# إيليا بيليايف
إيليا بيليايف مواليد 9 أغسطس 1990 في موسكو، هو لاعب كرة مضرب روسي بدأ مسيرته كمحترف سنة 2005 يلعب باليد اليمنى. أعلى تصنيف له في الفردي كان المركز الـ 284 في سنة 2010. أعلى تصنيف له في الزوجي كان المركز الـ 248 في سنة 2010.

## النهائيات

### الزوجي: 1 (1–0)
| الحصيلة | الرقم | التاريخ      | الدورة         | الأرضية | الشريك        | المنافس في النهائي           | النتيجة           |
| الفوز   | 1.    | 1 أغسطس 2010 | سارانسك, روسيا | ترابية  | ميخائيل إلجين | دنيس مولتشانوف أرتيم سميرنوف | 3–6, 7–66, [11–9] |

## روابط خارجية
- إيليا بيليايف على موقع رابطة محترفي التنس (الإنجليزية)
- إيليا بيليايف على موقع الاتحاد الدولي لكرة المضرب (الإنجليزية)
- إيليا بيليايف على موقع خلاصة التنس.كوم (الإنجليزية)
- إيليا بيليايف على موقع إي إس بي إن.كوم (الإنجليزية)